# テレスール
テレスール（Televisión del Sur "南のテレビ"、teleSUR）は、中南米全体を対象とするテレビ局で、ベネズエラの首都カラカスに本社がある。2005年7月24日正午（ベネズエラ時間）に放送を開始。CNNインターナショナルなどの国際民間放送局に対抗するものとして、同国の大統領であるウゴ・チャベスがアルジャジーラを手本として設立した同局は、南米諸国の統合も意図している。同局の資本構成はベネズエラ51％、アルゼンチン20％、キューバ19％、ウルグアイ10％となっており、今後他国も参加予定。ポルトガル語圏であるブラジルも素材や技術面で協力。

## 政治的傾向
テレスールは頻繁にチャベスの喧伝を行なっていることから、「テレチャベス」と呼ばれることがある。アメリカは放送初期からベネズエラのプロパガンダと非難している。一方で、ラテンアメリカの実像を放送していると評価する声も存在する。
2016年、アルゼンチンは「テレスールが反対意見を受け付けていない」ことを理由に全株式を売却した。

### 2022年ロシアのウクライナ侵攻
2022年ロシアのウクライナ侵攻ではロシア側に立ち、スペイン語圏でロシアのプロパガンダを放送しているとされる。RTやアル・マヤディーンなど反西側諸国の国際放送と共同で番組を制作することもある。
なお2016年には、ドンバス戦争に関する国際連合の声明を複数回歪めて引用した。